# 5873 Archilochos
Az 5873 Archilochos (ideiglenes jelöléssel 1989 SB3) a Naprendszer kisbolygóövében található aszteroida. Eric Walter Elst fedezte fel 1989. szeptember 26-án.